# Андрюшев, Алексей Семёнович
Алексей Семёнович Андрюшев — советский военнослужащий, участник Великой Отечественной войны, полный кавалер ордена Славы, командир отделения разведки батареи 156-го гвардейского артиллерийского полка (77-я гвардейская стрелковая дивизия, 69-я армия, 1-й Белорусский фронт), гвардии старший сержант.

## Биография
Алексей Семёнович Андрюшев родился в городе Самаре в рабочей семье. Окончил начальную школу.
В июне 1941 года Ширинским РВК Хакаской автономной области был призван в Красную Армию и тогда же был направлен на фронт.
2 ноября 1943 года возле деревни Кривино Толочинского района Витебской области в бою обнаружил пулемётную группу противника. Он вызвал артиллерийский огонь и, корректируя его, уничтожил её. 15 ноября по приказу командования проводил разведку в районе деревни Рудня, уточняя положение переднего края. При этом обнаружил 3 пулемётные точки и блиндаж противника. Вызванным артиллерийским огнём они были уничтожены. 16 ноября, выдвинувшись за передний край, он обнаружил 2 пулемётные точки и вызвал на них артиллерийский огонь. 8 декабря 1943 года Алексей Андрюшев приказом по корпусу был награждён орденом Красной Звезды.
11 ноября 1944 возле города Люблин при проведении разведки старший сержант Андрюшев обнаружил группу противника численностью около 50 человек. Вызванным им огнём батареи было уничтожено 30 солдат противника. 5 декабря 1944 года он был награждён орденом Славы 3-й степени.
14 января 1945 года при прорыве обороны противника восточнее города Зволень в Польше первым ворвался в траншеи противника и автоматным огнём уничтожил 3-х солдат противника. Корректируя огонь батареи, уничтожил 2 пулемётных точки. 15 — 16 января 1945 года при освобождении одним из первых ворвался в город Радом и взял в плен четверых солдат противника. 6 марта 1945 года был награждён орденом Славы 2-й степени.
7 февраля 1945 года с передовыми частями форсировал реку Одер, с западного берега передавал артиллеристам целеуказания по которым наносились огневые удары по скоплениям солдат противника и огневым точкам. 13 февраля 1945 года при поддержке тяжёлых миномётов и танков противник предпринял ряд ожесточённых атак Алексей Андрюшев, находясь нейтральной полосе за передним краем обороны, передавал целеуказания артиллеристам, корректировал огонь. После первой же атаки противник потерял около 25 солдат и офицеров. При повторной атаке противник приблизился к НП Андрюшева и тот гранатой и автоматным огнём отбивался от противника, продолжая передавать целеуказания артиллерии. По приказу командира батареи он сменил НП и в порядках пехоты отражал атаки противника и также вёл корректировку артиллерийского огня. В этом бою он был ранен. Приказом по 25 стрелковому корпусу от 13 мая 1945 года он был награждён орденом Отечественной войны 1-й степени
27 апреля 1945 года в районе города Шторков в Германии со своим отделением оказался отрезанным от своих частей, перешедшим в контратаку противником. В ходе боя бойцы отделения уничтожили 13 солдат и офицеров противника, а четверых солдат и офицера взяли в плен. 6 мая 1946 года Указом Президиума Верховного Совета СССР он был награждён орденом Славы 1-й степени.